# 172-es busz (Budapest)

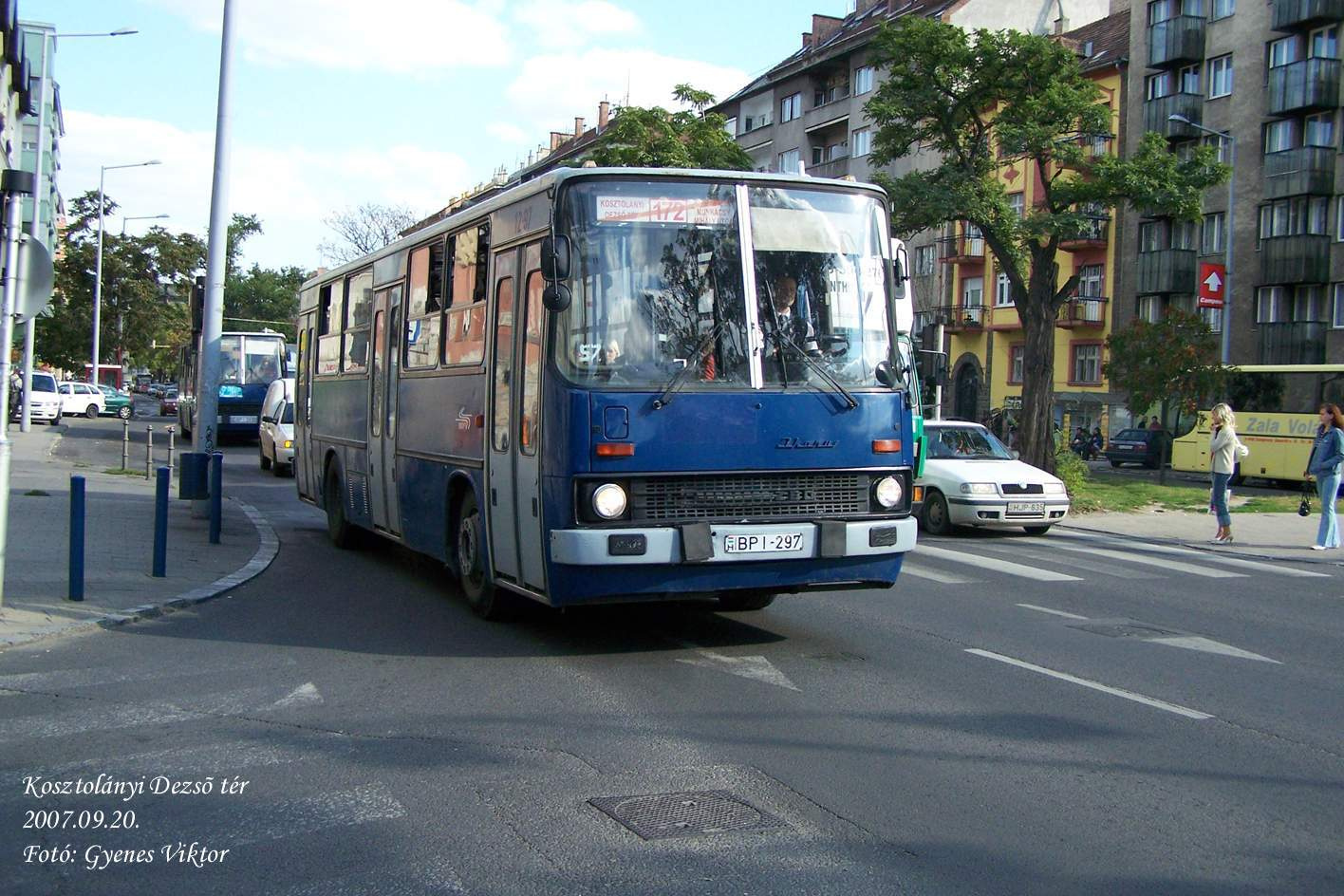
2007-ben -es jelzéssel a Kosztolányi Dezső téren

A budapesti 172-es jelzésű autóbusz a Kelenföld vasútállomás és Törökbálint, Munkácsy Mihály utca között közlekedik. A viszonylatot a MÁV Személyszállítási Zrt. üzemelteti.

## Története
1984 és 1992 között 172-es jelzéssel autóbusz közlekedett a Kosztolányi Dezső tértől a budafoki Vincellér útig.
2001. május 2-án indult a 172-es busz a Kosztolányi Dezső tér és Törökbálint, Munkácsy Mihály utca között.
2008. augusztus 21-től jelzése 172E lett.
2013. március 1-jétől betér az Újligeti lakótelephez.
A 4-es metró átadása óta Kelenföld vasútállomástól közlekedik 172-es jelzéssel.
2015. augusztus 31-étől útvonala jelentősen módosult: a Károlyi utcától a 88-as busz felhagyott útvonalszakaszán közlekedik Törökbálint vasútállomásig, majd a Bajcsy-Zsilinszky utca – Géza fejedelem utca útvonalon haladva tér vissza a Sváb térhez, az Újligeti lakótelephez betérő járat pedig a 172B jelzést kapta. A törökbálinti kört az ellenkező irányban a 173-as busz járja körbe.
2024. május 1-jétől Törökbálinton érinti az új Pannon út megállóhelyet is.

## Útvonala
| Törökbálint vasútállomás felé |
| Kelenföld vasútállomás M vá. – Koszorúslány utca – aluljáró – autópálya-bevezető – Budaörs, Garibaldi utca – Sport utcai csomópont – 8105. számú út – Törökbálint, Raktárvárosi út – Kápolna utca – Sváb tér – Munkácsy Mihály utca – Szent István utca – Kinizsi utca – Károlyi utca – Kazinczy Ferenc utca – Blaha Lujza utca – Köztársaság tér – Bajor Gizi utca – Tó utca – Tó utca, körforgalom – Tó utca – Törökbálint vasútállomás mh. |
| Kelenföld vasútállomás felé |
| Törökbálint vasútállomás mh. – Tó utca – Bajcsy-Zsilinszky utca – Géza fejedelem utca – Sváb tér – Kápolna utca – Raktárvárosi út – 8105. sz. út – Budaörs, Sport utcai csomópont – autópálya-bevezető – Agip utca – autópálya-bevezető – Budapest, Koszorúslány utca – Kelenföld vasútállomás M vá. |

## Megállóhelyei
| 0                                        | Kelenföld vasútállomás M végállomás | 46 | 1, 19, 49 8E, 40, 40B, 40E, 53, 58, 87, 87A, 88, 88A, 101B, 101E, 108E, 141, 150, 150B, 153, 154, 173, 187, 188, 188E, 250, 250B, 251, 251A, 251E, 272 689, 691, 710, 712, 715, 720, 722, 724, 725, 727, 731, 732, 734, 735, 736, 760, 762, 763, 764, 767, 770, 774, 775, 778, 779, 798, 799 S10 G10 S12 S30 G30 Z30 S34 S35 S36 S40 G40 Z40 S42 Z42 G43 G44 IC, EC, EN, sebesvonat, gyorsvonat, expresszvonat, |
| 2                                        | Sasadi út                           | 45 | 8E, 40, 40B, 40E, 53, 87, 87A, 88, 88A, 108E, 139, 140, 140A, 150, 150B, 153, 154, 173, 187, 188, 188E, 240, 272 731, 764 1172, 1173, 1174, 1175, 1176, 1177, 1183, 1184, 1185, 1188, 1189, 1190, 1193, 1194, 1201, 1205, 1212, 1215, 1216, 1229, 1251, 1253, 1254, 1257, 1268 |
| Budapest–Budaörs közigazgatási határa    |                                     |    | |
| 7                                        | Budaörs, benzinkút                  | 38 | 173, 288 724, 731, 732, 734, 735, 736, 760, 762 |
| Budaörs–Törökbálint közigazgatási határa |                                     |    | |
| 9                                        | Méhecske utca                       | 36 | 140, 140B, 173 755 |
| 11                                       | Raktárváros                         | 34 | 140, 140B, 173, 286 755 |
| 12                                       | Pannon út                           | 33 | 140, 140B, 173 755 |
| 13                                       | Tükörhegy                           | 32 | 140, 140B, 173, 286 755 |
| 15                                       | Bartók Béla utca                    | ∫  | 88, 88A, 140, 140B, 173, 272 755 |
| 16                                       | Munkácsy Mihály utca (hősi emlékmű) | ∫  | 88, 88A, 140, 140B, 173, 272 755 |
| 17                                       | Harangláb                           | ∫  | 88, 88A, 140, 140B, 173, 272 755 |
| 19                                       | Ady Endre utca                      | ∫  | 140, 140B |
| 20                                       | Őszibarack utca                     | ∫  | 140, 140B |
| 21                                       | Széchenyi tér                       | ∫  | 756 |
| 22                                       | Idősek otthona                      | ∫  | 88, 88A, 173 756 |
| 23                                       | Köztársaság tér                     | ∫  | 88, 88A, 173 756 |
| 24                                       | Kerekdomb utca                      | ∫  | 88, 88A, 173 |
| ∫                                        | Nyár utca                           | 30 | 88, 88A, 173, 283, 286 755 |
| ∫                                        | Deák Ferenc utca                    | 28 | 88, 88A, 173, 272 |
| ∫                                        | Jókai Mór utca                      | 27 | 88, 88A, 173, 272 |
| ∫                                        | Vasút utca                          | 26 | 88, 88A, 173, 272 |
| 25                                       | Törökbálint vasútállomás            | 25 | 88, 88A, 173, 272 756 S10 S12 |